# Appenzell Innerrhoden
Appenzell Innerrhoden (tyska: Kanton Appenzell Innerrhoden [ˈapn̩tsɛl ˈɪnərˌroːdn̩] ( lyssna); rätoromanska: Chantun Appenzell Dadens; franska: Canton d'Appenzell Rhodes-Intérieures; italienska: Canton Appenzello Interno) är en halvkanton i nordöstra Schweiz. Det är en av få kantoner som fortfarande tillämpar direktdemokrati. Appenzell Innerrhoden var den sista kantonen att införa kvinnlig rösträtt, vilket skedde genom beslut november 1990; första rösttillfället var i april 1991.

## Historia
Appenzell lydde ursprungligen under furstabbotsdömet Sankt Gallen, men frigjorde sig och bildade Volksbund Appendzell 1411. Det blev en zugewandter Ort, det vill säga allierat med det schweiziska edsförbundet 1452 och en fullvärdig medlem 1513. Efter reformationen delades Appenzell 1597 i två delar, den protestantiska Ausserrhoden och den katolska Innerrhoden.

## Geografi
Appenzell Innerrhoden gränsar till Sankt Gallen och Appenzell Ausserrhoden.

### Indelning
Appenzell Innerrhoden är den enda kantonen som inte är indelad i kommuner. I stället har Appenzell Innerrhoden distrikt (Bezirke) som motsvarar övriga kantoners kommuner. Distrikten omnämns dock ibland som kommuner, främst i federala dokument. 
Appenzell Innerrhoden är indelat i fem distrikt:
- Appenzell
- Gonten
- Oberegg
- Schlatt-Haslen
- Schwende-Rüte

## Politik
Appenzell Innerrhoden bildade före reformationen tillsammans med Appenzell Ausserrhoden landet Appenzell, som 1452 blev medlem av det schweiziska edsförbundet. År 1597 delade sig Appenzell fredligt i två länder. Idag räknas vardera landet som en halvkanton och har därför bara en representant i det federala ständerrådet. I övrig har de samma ställning som alla andra kantoner. I nationalrådet, den federala andra kammaren som väljs efter folkmängd, är Appenzell Innerrhoden representerad av en ledamot, som representerar det kristdemokratiska partiet (CVP), ett av Schweiz fyra regeringsbärande partier.
Appenzell Innerrhoden blev genom ett utslag i den schweiziska förbundsdomstolen 27 november 1990 tvungen att, som sista kanton, införa kvinnlig rösträtt. Första gången kvinnor deltog i en omröstning var 28 april 1991. 

### Lagstiftande makt
Högsta beslutande organ i Appenzell Innerrhoden är kantonstämman Landsgemeinde. Den består av alla röstberättigade medborgare som möts för att välja regeringschef, regering, högsta domstol och kantonens enda representant i det federala parlamentets övre kammare, ständerrådet. Landsgemeinde stiftar även lagar och fattar andra beslut. Varje närvarande medborgare har yttrande- och förslagsrätt. Omröstningar sker genom handuppräckning. Kantonstämmans möten äger rum i det fria, på Landsgemeindeplatz i staden Appenzell, den sista söndagen i april varje år. Som bevis för rösträtt används röstkort och för männen även de traditionella och nedärvda dolkar..
Vid sidan av Landsgemeinde finns det också en sorts senat, Grosser Rat (stora rådet) med 49 ledamöter, valda för fyra år av distrikten i förhållande till deras folkmängd. Stora rådets viktigaste uppgift är att förbereda de lagförslag som skall framläggas för kantonstämman. Det utfärdar även förordningar och reglementen rörande verkställigheten av de av stämman antagna lagarna. Stora rådet övervakar också alla kantonala myndigheter och fastställer budget och skattesats. Stora rådets president och vicepresident väljs inom rådet för ett år. Grosser Rat har flera utskott och ett verkställande utskott, Büro, som består av presidenten, vicepresidenten och tre ledamöter. Arbetsordningen för stora rådet tillåter inga partigrupperingar. Det går därför inte att säga något om dess partipolitiska sammansättning. Det finns dock fasta grupperingar för bonde-, arbetare- och arbetsgivarintressen. Trots detta anses rådets ledamöter stå jämförelsevis självständiga.

### Verkställande makt
Standeskommission (ståndskommissionen), som väljs av Landsgemeinde, är kantonens regering. Den verkställer kantonstämmans och stora rådets beslut och domstolsväsendets domar. Standeskommission är en kollektiv institution som fattar kollektiva beslut. Varje ledamot (inklusive regeringschefen) är därtill departementschef.
Regeringschefen (Regierender Landammann) och dennes ställföreträdare (Stillstehender Landammann) väljs för två år på Landsgemeinde. De byter ämbete med varandra efter ett år, men behåller då sina respektive departementschefskap. Resten av ståndskommissionen väljs för ett år åt gången. Kommissionens ledamöter har traditionella ämbetstitlar.
- Regierender Landammann (regerande landsamtmannen) förestår ekonomidepartementet eller utbildningsdepartementet.
- Stillstehender Landammann (stillastående landsamtmannen) förestår ekonomidepartementet eller utbildningsdepartementet.
- Statthalter (ståthållaren) förestår socialdepartementet.
- Säckelmeister (skattmästaren) förestår finansdepartementet.
- Landeshauptmann (landshövitsmannen) förestår jordbruksdepartementet.
- Bauherr (byggherren) förestår miljödepartementet.
- Landesfähnrich (landsfänriken) förestår justitie- och militärdepartementet.

### Dömande makt
Kantonsgericht (kantonsdomstolen) är kantonens högsta domstol. Den väljs årligen av Landsgemeinde. Domstolen består av en president och en vicepresident samt två avdelningar, en för civil- och straffrätt och en för förvaltningsrätt. Presidenten är ordförande i bägge avdelningarna, som dessutom består av en vice ordförande och fem ledamöter. Ingen av domarna är yrkesdomare.